# Puurmani
Puurmani (em estoniano:  Puurmani vald) é um município rural estoniano localizado na região de Jõgevamaa.